# Januarius von Córdoba
Januarius von Córdoba († 304, vermutlich am 13. Oktober in Córdoba) war ein christlicher Märtyrer. Der Legende nach wurde er gemeinsam mit Faustus und Martialis Opfer der diokletianischen Christenverfolgung und auf dem Scheiterhaufen verbrannt. Die drei werden als die „drei Kronen von Córdoba“, wie Prudentius sie nannte, in Südspanien verehrt.